# Attention ! Enfants
Pour plus de détails, voir Fiche technique et Distribution.
Attention ! Enfants (Beware! Children at Play) est un film américain réalisé par Mik Cribben, sorti en 1989.

## Synopsis
Un écrivain et un policier décident de faire cause commune pour élucider la disparition de plusieurs enfants. Très vite, ils s'aperçoivent que les enfants en question ont été enlevés par une adolescente qui les transforme en zombies.

## Fiche technique
- Titre : Attention ! Enfants
- Titre original : Beware! Children at Play
- Réalisateur : Mik Cribben
- Scénario : Fred Scharkey
- Maquillages : Mark Dolson et Gregory Mosel
- Photographie :
- Montage : Mik Cribben
- Musique : Hershel Dwellingham
- Production : Michael Koslow, Lawrence Littler, Linda Sanford & Ellen Wedner
- Production exécutive : Lawrence Littler, Linda Sanford & Ellen Wedner
- Sociétés de production : Troma Entertainment
- Pays : États-Unis
- Genre : Horreur et thriller
- Langue : Anglais
- Durée : 94 minutes
- Date de sortie :
  - États-Unis : 24 novembre 1989
- Interdit aux moins de 12 ans

## Distribution
- Michael Robertson : John DeWolfe
- Rich Hamilton : Shérif Ross Carr
- Robin Lilly : Cleo Carr
- Lori Tigrath : Julia DeWolfe
- Jamie Krause : Kara DeWolfe
- Sunshine Barrett : Mary Rose Carr
- Mark Diekman : Luke Domain
- Mik Cribben : Isaac Braun

## Autour du film
La Finlande et l'Islande ont interdit le film sur leur territoire lors de sa sortie parce qu’il était jugé trop violent.